# Nílson Miguel
Nílson Santos Varela Miguel (Lisbona, 10 maggio 1992) è un giocatore di calcio a 5 portoghese, campione europeo con la nazionale portoghese nel 2018.

## Palmarès
- Campionato d'Europa: 1

Portogallo: 2018